# سیارک ۲۵۰۴۷
سیارک ۲۵۰۴۷ (به انگلیسی: 25047 Tsuitehsin، نامگذاری:1998QN44) بیست و پنج هزار و چهل و هفتمین سیارک کشف شده‌است که در ۱۷ اوت ۱۹۹۸ کشف شد.
قدر مطلق سیارک برابر ۹.۸ است.